# Красноглазов, Николай Алексеевич
Николай Алексеевич Красноглазов (умер в 1859) — московский практик-садовод, приобретший известность в своё время среди специалистов своей 60-летней деятельностью по плодоводству.
Опубликовал «Правила плодоводства в открытом грунте, оранжереях и теплицах и т. д.» (1848) и «Практические наставления об уходе и взращивании различных плодовых и ранжевых деревьев и т. д.» (1852).